# Lila M. Gierasch
Lila Mary Gierasch (* 1948 in Needham, Massachusetts) ist eine US-amerikanische Biochemikerin und Biophysikerin.

## Leben
Lila M. Gierasch studierte gleich ihrer Mutter Marian Bookhout Gierasch am Mount Holyoke College, wo sie 1970 ihren Bachelor-Abschluss in Chemie machte. Sie ging dann als Doktorand an die Harvard University und promovierte hier 1975 in Biophysik. Schon ab 1974 arbeitete sie als Lehrkraft am Amherst College, wo sie bis 1979 Assistenzprofessorin für Chemie war und zwischen 1977 und 1978 im Labor von Jean-Marie Lehn an der Université Louis Pasteur de Strasbourg arbeitete. Sie ging dann an die University of Delaware, beginnend als Assistenzprofessorin wurde sie hier 1985 Professorin für Chemie. 1984 erhielt sie von der Alfred P. Sloan Foundation ein Forschungsstipendium (Sloan Research Fellowship). 1988 wechselte sie ans University of Texas Southwestern Medical Center, wo sie sechs Jahre Professorin für Pharmakologie war und den Lehrstuhl Robert A. Welch Professor of Biochemistry innehatte. Während ihrer Zeit in Texas lernte sie ihren Mann John Pylant kennen, den sie 1991 heiratete. 1994 kehrte sie dann wieder zurück nach Massachusetts und ist seitdem Professorin für Chemie, Biochemie und Molekularbiologie sowie Leiterin des Department of Chemistry und des Department of Biochemistry and Molecular Biology der University of Massachusetts Amherst.

## Forschung
Schwerpunkt der Arbeiten von Lila M. Gierasch ist die Untersuchung der Proteinfaltung. Die Abläufe und beeinflussende Faktoren werden von ihr dabei sowohl in vivo direkt in der Zelle, als auch unter kontrollierten Laborbedingungen in simulierten Zellumgebungen, mit spektroskopischen Methoden untersucht, wie der Circulardichroismus- und Kernspinresonanzspektroskopie oder der Fluoreszenzspektroskopie und -mikroskopie. Der Fokus liegt dabei auf den Chaperonen, speziellen Proteinen, die die synthetisierten Aminosäureketten in ihre physiologische Sekundärstruktur überführen und deren funktionsuntüchtige Aggregationen verhindern. Untersucht werden unter anderem Hitzeschockproteine wie Hsp70, die unter Extrembedingungen in den Zellen vermehrt gebildet werden und die Proteine vor Denaturierung schützen und den Abbau nicht mehr funktionsfähiger Proteine beschleunigen. Besondere Bedeutung kommt diesen Mechanismen beim Verständnis von Erkrankungen des Zentralnervensystems zu, die auf Fehlfaltungen und der dadurch bedingten Aggregation von Proteinen beruhen, wie Alzheimer, Chorea Huntington oder Parkinson.

## Auszeichnungen (Auswahl)
- 1984: Vincent du Vigneaud Award (American Peptide Society)[6]
- 1985: Mary Lyon Award (Mount Holyoke College)[7]
- 1999: Chancellor’s Medal (University of Massachusetts)[4]
- 2006: Garvan-Olin-Medaille (American Chemical Society)
- 2006: Pioneer Award (National Institutes of Health)[8]
- 2014: Mildred Cohn Award (American Society for Biochemistry and Molecular Biology)[9]
- 2016: Mitglied der American Academy of Arts and Sciences[10]
- 2018: Ralph F. Hirschmann Award in Peptide Chemistry (American Chemical Society)
- 2019: Mitglied der National Academy of Sciences
- 2019: R. Bruce Merrifield Award (American Peptide Society)